# جاك إيرفين
جاك إيرفين (بالإنجليزية: Jack Irvin)‏ هو سياسي أمريكي، ولد في 16 يناير 1929 بكورنيليا في الولايات المتحدة، وتوفي في 25 يناير 2008 في نفس البلد. حزبياً، نشط في الحزب الديمقراطي. وقد انتخب عضو مجلس نواب جورجيا.